# Premier League Malti 1953-1954
Il campionato era formato da otto squadre e lo Sliema Wanderers vinse il titolo.

## Classifica finale
| Pos. | Squadra              | G  | V | N | P  | GF | GS | Punti |
| ---- | -------------------- | -- | - | - | -- | -- | -- | ----- |
| 1    | Sliema Wanderers     | 14 | 9 | 2 | 3  | 31 | 16 | 20    |
| 2    | Floriana             | 14 | 8 | 3 | 3  | 26 | 17 | 19    |
| 3    | Ħamrun Spartans F.C. | 14 | 6 | 4 | 4  | 25 | 17 | 16    |
| 4    | Rabat                | 14 | 6 | 4 | 4  | 25 | 18 | 16    |
| 5    | Valletta F.C.        | 14 | 5 | 3 | 6  | 17 | 20 | 13    |
| 6    | Hibernians F.C.      | 14 | 5 | 2 | 7  | 16 | 23 | 12    |
| 7    | Birkirkara F.C.      | 14 | 3 | 4 | 7  | 11 | 16 | 10    |
| 8    | Melita F.C.          | 14 | 3 | 0 | 11 | 9  | 33 | 6     |